# Reprezentacja Walii w rugby 7 kobiet
Reprezentacja Walii w rugby 7 kobiet – zespół rugby 7, biorący udział w imieniu Walii w meczach i sportowych imprezach międzynarodowych, powoływany przez selekcjonera, w którym mogą występować wyłącznie zawodnicy posiadający obywatelstwo tego kraju, mieszkający w nim, bądź kwalifikujący się ze względu na pochodzenie rodziców lub dziadków. Za jego funkcjonowanie odpowiedzialny jest Walijski Związek Rugby, członek Rugby Europe oraz World Rugby.

## Turnieje

### Udział wWorld Rugby Women’s Sevens Series
| Rok       | Wynik | Źródło |
| --------- | ----- | ------ |
| 2012/2013 | –     |        |
| 2013/2014 | –     |        |
| 2014/2015 | –     |        |
| 2015/2016 | –     |        |
| 2016/2017 | –     |        |
| 2017/2018 | 15.   |        |
| 2018/2019 | –     |        |
| 2019/2020 | –     |        |

### Udział wmistrzostwach Europy
| Rok  | Wynik | Źródło |
| ---- | ----- | ------ |
| 2003 | –     |        |
| 2004 | –     |        |
| 2005 | –     |        |
| 2006 | 1.    |        |
| 2007 | 4.    |        |
| 2008 | 7.    |        |
| 2009 | –     |        |
| 2010 | –     |        |
| 2011 | –     |        |
| 2012 | –     |        |
| 2013 | 9.    |        |
| 2014 | 9.    |        |
| 2015 | 7.    |        |
| 2016 | –     |        |
| 2017 | 5.    |        |
| 2018 | 8.    |        |
| 2019 | 11.   |        |
| 2021 | 7.    |        |

### Udział wIgrzyskach Wspólnoty Narodów
| Rok  | Wynik | Źródło |
| ---- | ----- | ------ |
| 2018 | 7.    |        |